# ウルリヒ・フォン・フッテン

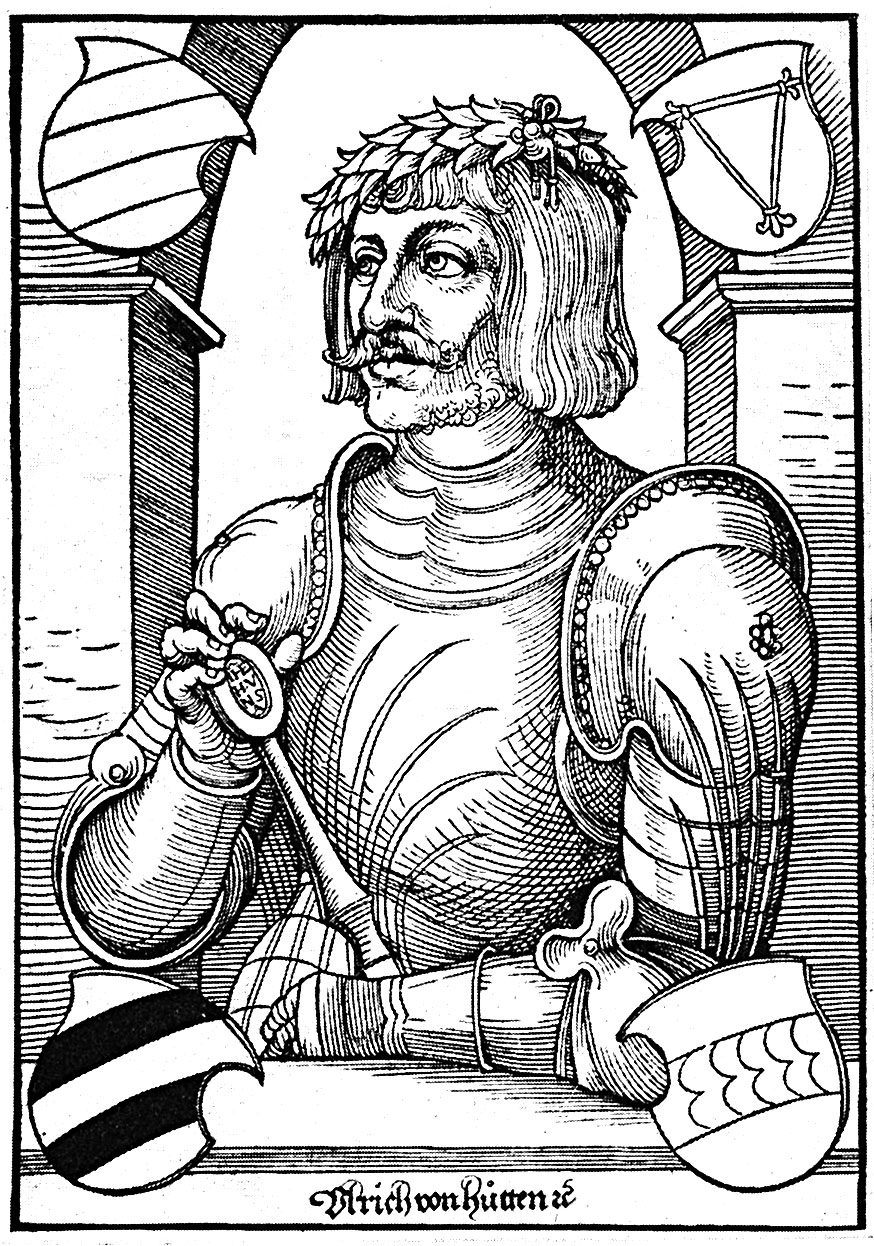
ウルリヒ・フォン・フッテン

ウルリヒ・フォン・フッテン（Ulrich von Hutten、1488年4月21日 - 1523年8月29日）は、ドイツの著作家・思想家・人文主義者。宗教改革期にカトリック教会を激しく批判した。
現在のヘッセン州フルダ南西のシュテッケルベルク城（現在はシュリュヒテルン市に含まれる）生まれで、騎士身分であった。ドイツ・イタリアの大学で学んだ。ラテン語の詩を書き、1517年、神聖ローマ皇帝マクシミリアン1世から桂冠詩人の称号を受けた。
ロイヒリン（en:Johann Reuchlin、ヘブライ語研究を行ったためカトリック教会から異端の疑いをかけられた）を擁護し、同志とEpistolae obscurorum virorum（共著）を著した。この中で聖職者の偽善、腐敗、貪欲さなどを辛辣に批判した。
一時ルターを支持。また、フッテンの思想的影響を受け、反カトリック的な騎士階層がトリーア大司教領を攻撃した（トリーア大司教は選帝侯を兼ねていた）。しかし、カトリック支持の諸侯から反撃を受け敗退（騎士戦争、1522年 - 1523年）。フッテンはチューリヒのツヴィングリのもとに逃れるが、まもなく病死した。

## 作品リスト
- Epistolae obscurorum virorum （無名人の手紙、無名士書簡集、蒙昧なる人々の手紙、蒙昧派の手紙、などと訳される）